# 에스마 캐논
에스마 캐논(Esma Cannon, 1905년 12월 27일 ~ 1972년 10월 18일)은 오스트레일리아의 배우, 영화배우이다.

## 영화
- 유람선에서 생긴 일 (1962년)
- 익스프레소 봉고 (1959년)
- 버드의 마지막 휴가 (1950년)
- 캔터베리 이야기 (1944년)
- 선봉에서 (1944년)
- 나이팅게일 커티지 별장 (1938년)